# Église Sainte-Catherine de Valence
L'église Sainte-Catherine (catalan : església de Santa Caterina ; espagnol : iglesia de Santa Catalina) est une des églises gothiques valenciennes de la ville de Valence (Espagne). Elle est située dans le quartier de la cathédrale, sur l'actuelle place Lope de Vega, à l'emplacement d'une ancienne mosquée. Au XIIIe siècle elle a acquis le rang de paroisse. Elle dispose de trois nefs, avec des contreforts latéraux. Sa tour baroque est très emblématique. 

## Histoire
Au XVIe siècle, le bâtiment a été recouvert de décoration classique dans le goût Renaissance. Après un terrible incendie en 1548, il a été partiellement reconstruit. En 1785, suivant la mode en vigueur, il lui a été donné un aspect baroque.
Le clocher a été construit entre 1688 et 1705 par Juan Bautista Viñes, dont le nom est gravé sur une pierre commémorative que l'on voit à sa base. Chef-d'œuvre baroque valencien la tour atteint 56,12 m de haut ; elle est divisée en quatre étages séparés par des moulures.
Les cloches ont été coulées à Londres en 1729. L'horloge a été ajoutée en 1914. Lors de la restauration effectuée en 2012, l'horlogerie a été réparée mais son mécanisme est apparu relativement moderne et sans valeur, il a été décidé de le retirer. La vieille cloche qui avait été retirée en 1902 a été remplacée à cette occasion.
Les rues de La Paz ont été ouvertes face à elle à la fin du XIXe siècle, en plus d'améliorer les communications du centre-ville avec la mer, la rue a pris en compte le point de vue exceptionnel en perspective qui a été atteint avec cette importante cloche.
En 1936, l'église a été attaquée et brûlée par des miliciens républicains. Dans les années 1950, ils ont été réalisés d'importants travaux pour rendre son apparence gothique originale, pour lequel ils ont dépouillé les murs des vestiges de la décoration baroque et néoclassique.

## Structure

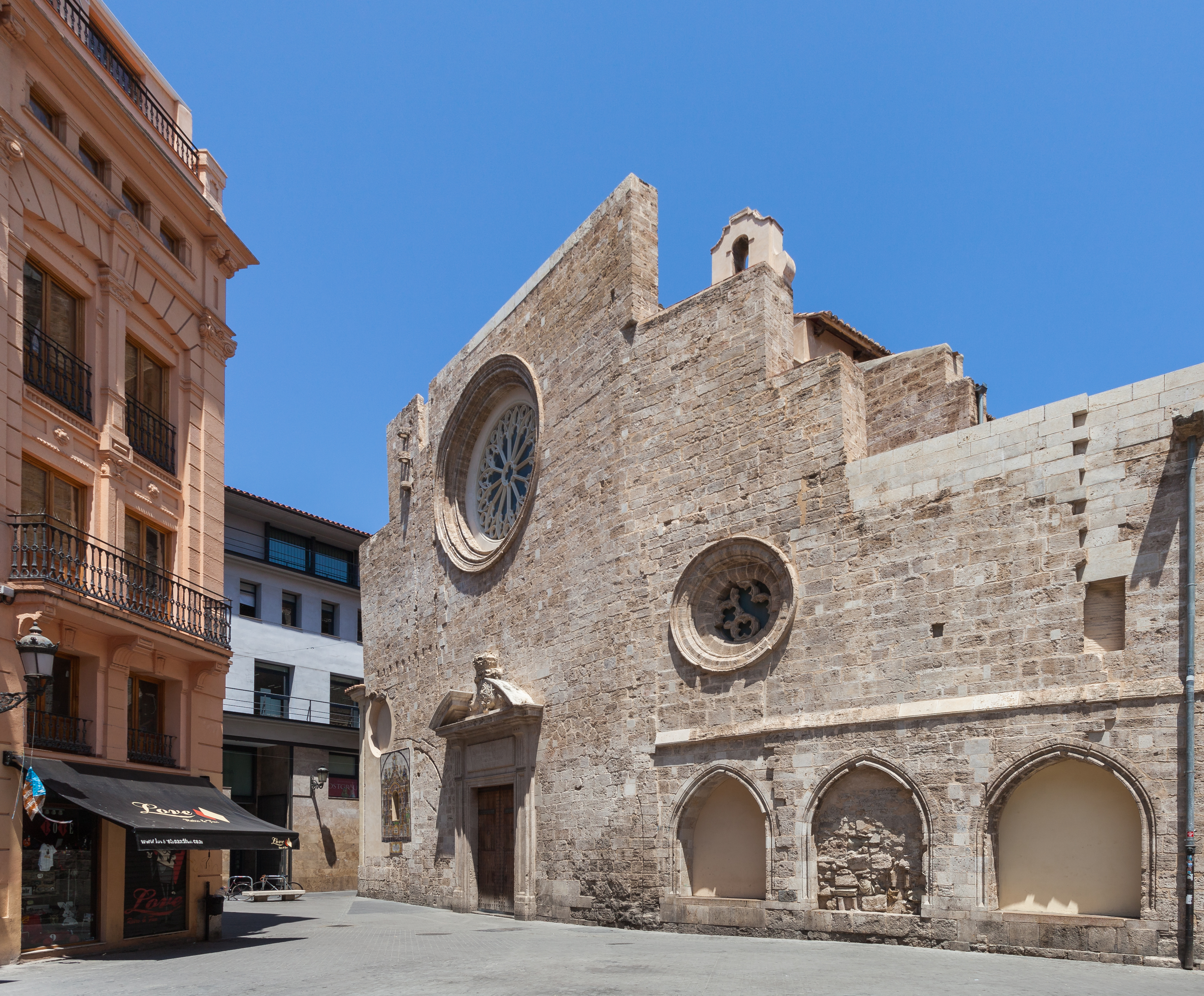
Façade (place de Lope de Vega).
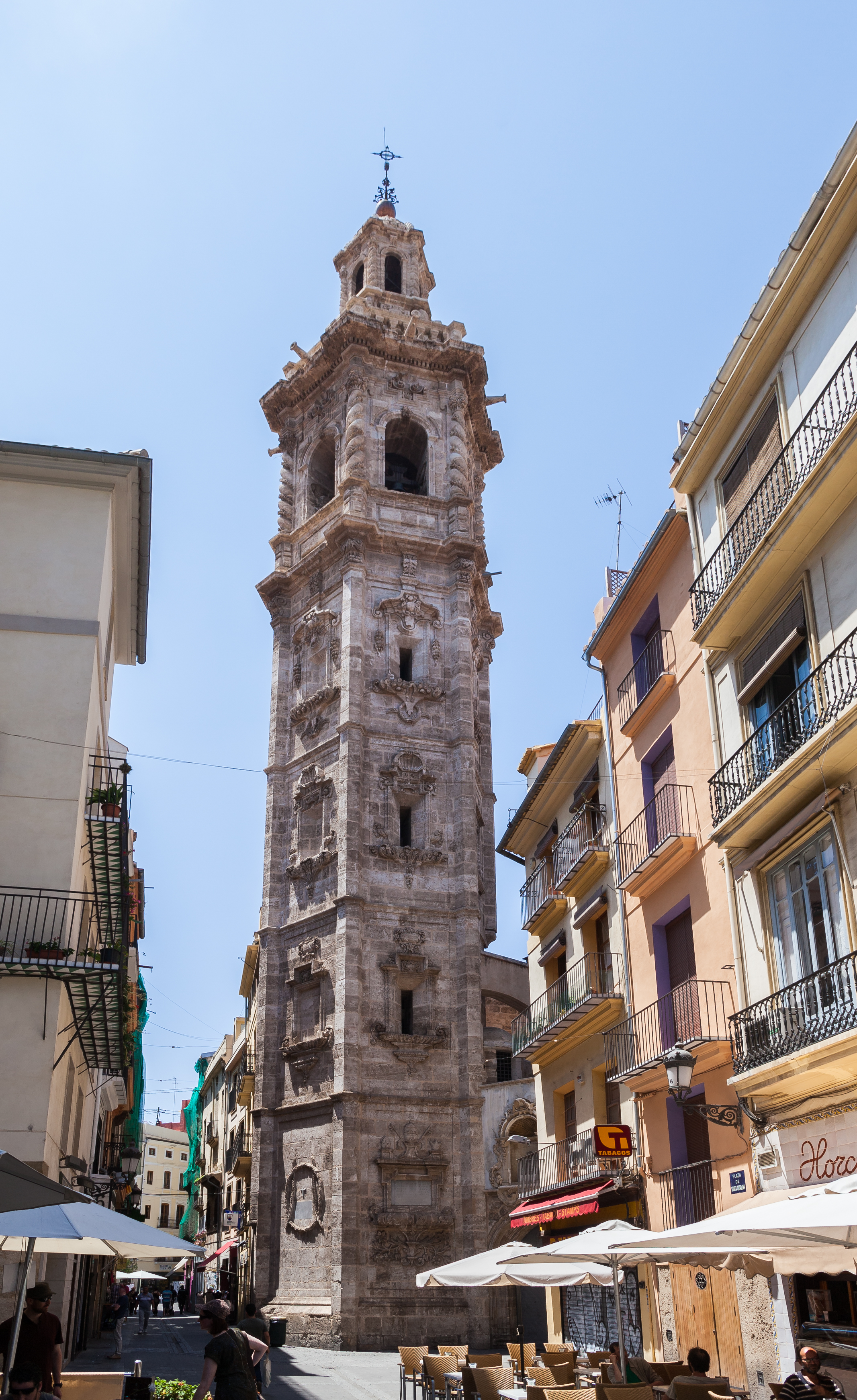
Tour de l'église vue depuis la place de la Reine.